# Hatonuevo
Hatonuevo es un municipio colombiano del departamento de La Guajira. Fue fundado el 24 de octubre de 1840 por Blas Amaya y erigido municipio en 1994. Cuenta con 24.916 habitantes (2015). Tiene una extensión territorial de 2490 km², una altitud 225 m s. n. m. y una temperatura media de 34 °C.

## Historia
El origen de la actual población se remonta al 24 de octubre de 1840, cuando el molinero Blas Amaya establece un pequeño caserío a orilla de los arroyos El Pozo y Gritador. El 9 de noviembre de 1994 el poblado fue elevado a la categoría de municipio por la asamblea departamental, mediante la ordenanza número 057 de ese mismo año. Dicha ordenanza fue declarada nula el 5 de noviembre de 1998 por sentencia de la Sala Primera del Consejo de Estado luego de la pugna hecha por el municipio de Barrancas. No obstante, en 1999, mediante ordenanza 001, Hatonuevo vuelve a obtener la categoría de municipio.

## Geografía
Hatonuevo está ubicado al sur del departamento de La Guajira, a los 11º 04’ 02” de latitud norte y 72° 45´47” de longitud oeste del meridiano de Greenwich, entre la Serranía del Perijá y las estribaciones de la Sierra Nevada de Santa Marta, a una distancia de 87 km de Riohacha, la capital de La Guajira. Su extensión territorial es de 2490 km² y ocupa el 1,20% de la superficie del departamento. 

### Límites
- Norte: con los municipios de Riohacha (La Guajira) y Albania (La Guajira) [Maicao] (La Guajira).
- Este: con el municipio de Albania (La Guajira) y el estado Zulia, Venezuela.
- Sur: con Barrancas (La Guajira).
- Oeste: con el municipio de Barrancas.

## División político-administrativa
Además de su cabecera municipal, Hatonuevo tiene bajo su jurisdicción los siguientes resguardos indígenas wayú:
- El Cerro
- Lomamato
- Yaguarito
- Cañabrava

## Servicios públicos
- Energía Eléctrica: Air-e, del grupo EPM, es la empresa prestadora del servicio de energía eléctrica.
- Gas Natural: Gases de La Guajira es la empresa distribuidora y comercializadora de gas natural en el municipio.